# Tutuca
Usliver Juan Bautista Linhares (15 de octubre de 1932 -Río de Janeiro, 3 de diciembre de 2015), conocido popularmente como Tutuca, fue un humorista y actor brasileño. 
Comenzó su carrera en la década de 1950. Trabajó en radio, televisión y cine, fue gracioso por naturaleza y no tuvo que trabajar duro para iniciar buenas risas de la audiencia. Llegó a trabajar también en algunas películas, entre ellas una película clásica, El hombre del Sputnik (O Homem do Sputnik), Incluso bueno es el Carnaval (Bom Mesmo É Carnaval), Onanias, La Norma (Os Normais ), El poderoso He-Man y War Rock. También es creador del personaje Magnólio Ponto Fraco. Trabajó en el programa televisivo Noches Cariocas, Ciranda de Pedra, Apertura, Reapertura, A Praça é Nossa, Balança Mas Não Cai, Zorra Total, Sob Nova Direção y  Coral dos Garçons
En radio, participó de los programas Balança Mas Não Cai y  A Turma da Maré Mansa.
Presentó la comedia El esposo de la Virgen, y realizó un tour que pasó por varias regiones de Brasil, y su actuación fue muy elogiada.
Memorable por su latigillo "xiiiiiii..." o  "Ah, si ella me diera la pelota" ("Ah, se ela me desse bola...").
En 1990 contrajo matrimonio con Denise José da Silva. Fueron padres de dos hijos y estuvieron juntos 25 años.
Falleció el 3 de diciembre de 2015, a los 83 años, de un paro cardiorrespiratorio.

## Filmografía
- 1959,  El hombre del Sputnik (O Homem do Sputnik)
- 1962, Incluso bueno es el Carnaval (Bom Mesmo É Carnaval)
- 1974, Onanias
- 2003, La Norma (Os Normais )
- 2008, War Rock
- El poderoso He-Man

## Radio
- Balança Mas Não Cai
- A Turma da Maré Mansa

## Televisión
- Ciranda de Pedra jurado, invitado especial.
- Apertura
- Reapertura
- A Praça é Nossa
- Balança Mas Não Cai
- Zorra Total
- Sob Nova Direção
- Coral dos Garçons